# Katholische Pfarrkirche Mörbisch am See

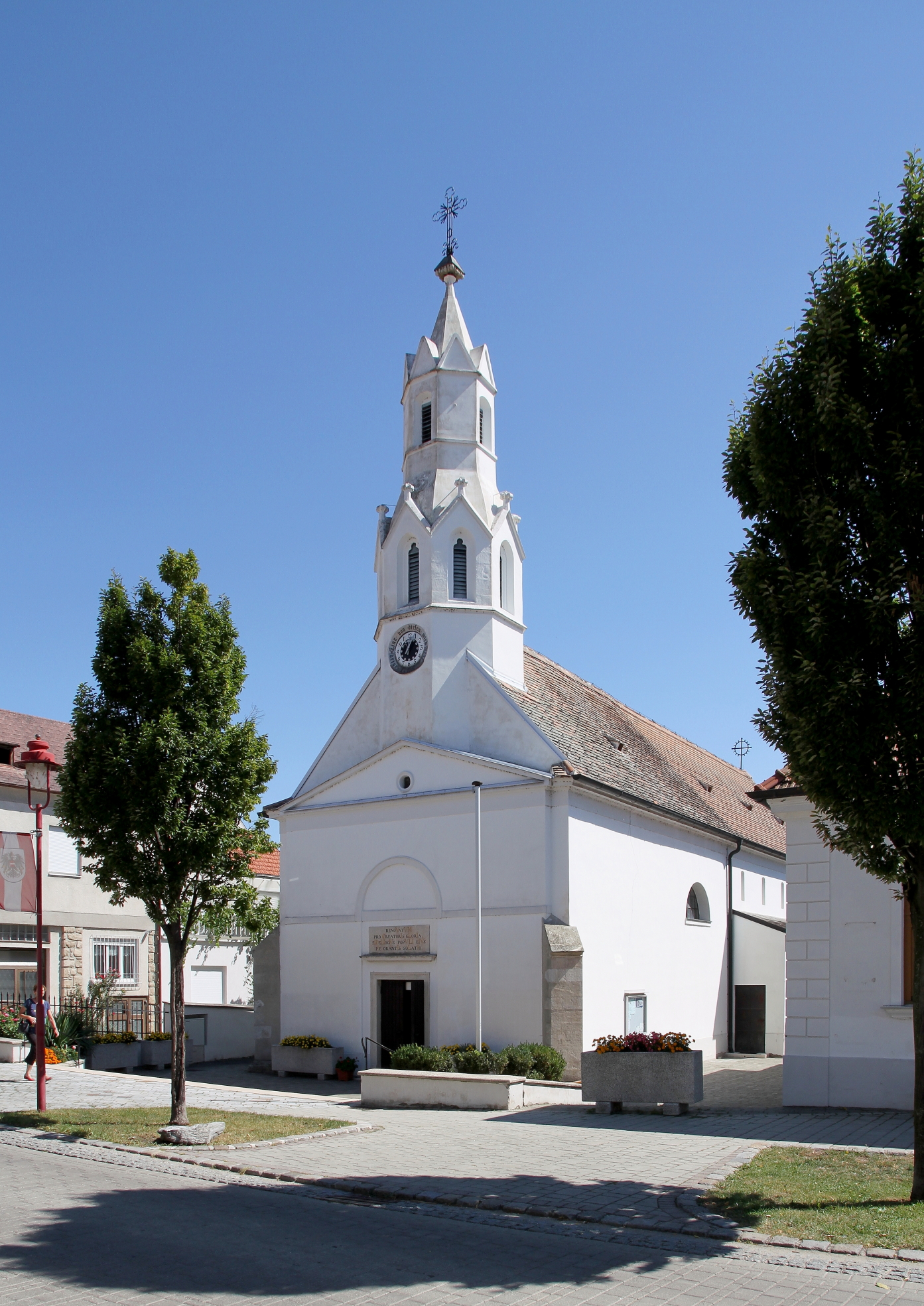
Katholische Pfarrkirche „Zur Kreuzerhöhung“ von Mörbisch am See

Die römisch-katholische Pfarrkirche Mörbisch am See steht in der Gemeinde Mörbisch am See im Bezirk Eisenstadt-Umgebung im Burgenland. Die Pfarrkirche Kreuzerhöhung gehört zum Dekanat Eisenstadt-Rust in der Diözese Eisenstadt. Die Kirche steht unter Denkmalschutz (Listeneintrag).

## Geschichte
Die erste Kirche, welche der Hl. Katharina geweiht war, wurde im Jahre 1331 urkundlich erwähnt, und war eine Filialkirche der Pfarrkirche Kroisbach in Fertőrákos. Die Pfarre wurde im Jahre 1434 urkundlich erwähnt. Im Jahre 1485 erfolgte ein Kirchenneubau, welcher dem Hl. Ulrich geweiht war, und wo heute noch der Steinturm erhalten ist. In der Reformationszeit wurde die Pfarre evangelisch und wurde 1851 katholisch neu errichtet. Von der gotischen Kirche ist der Kirchturm bis zum Giebelkranz erhalten. Der Giebelkranz und Turmhelm ist aus dem 19. Jahrhundert. Das Turmkreuz trägt die Jahreszahlen 1642 und 1783. Ein Erweiterungsbau wurde nach den Plänen des Architekten Ladislaus Hruska östlich des alten Kirchenschiffes in den Jahren 1961 bis 1962 angebaut.

## Architektur
Das alte Kirchenschiff hat eine klassizistische Fassade mit flachem Giebel, mit Renovierungsinschrift über dem Portal mit dem Jahr 1834. Der alte Kirchenschiffbereich hat eine platzlgewölbte Decke. Der moderne Erweiterungsteil hat den Altarraum mit geradem Abschluss und eine Kassettendecke.

## Ausstattung

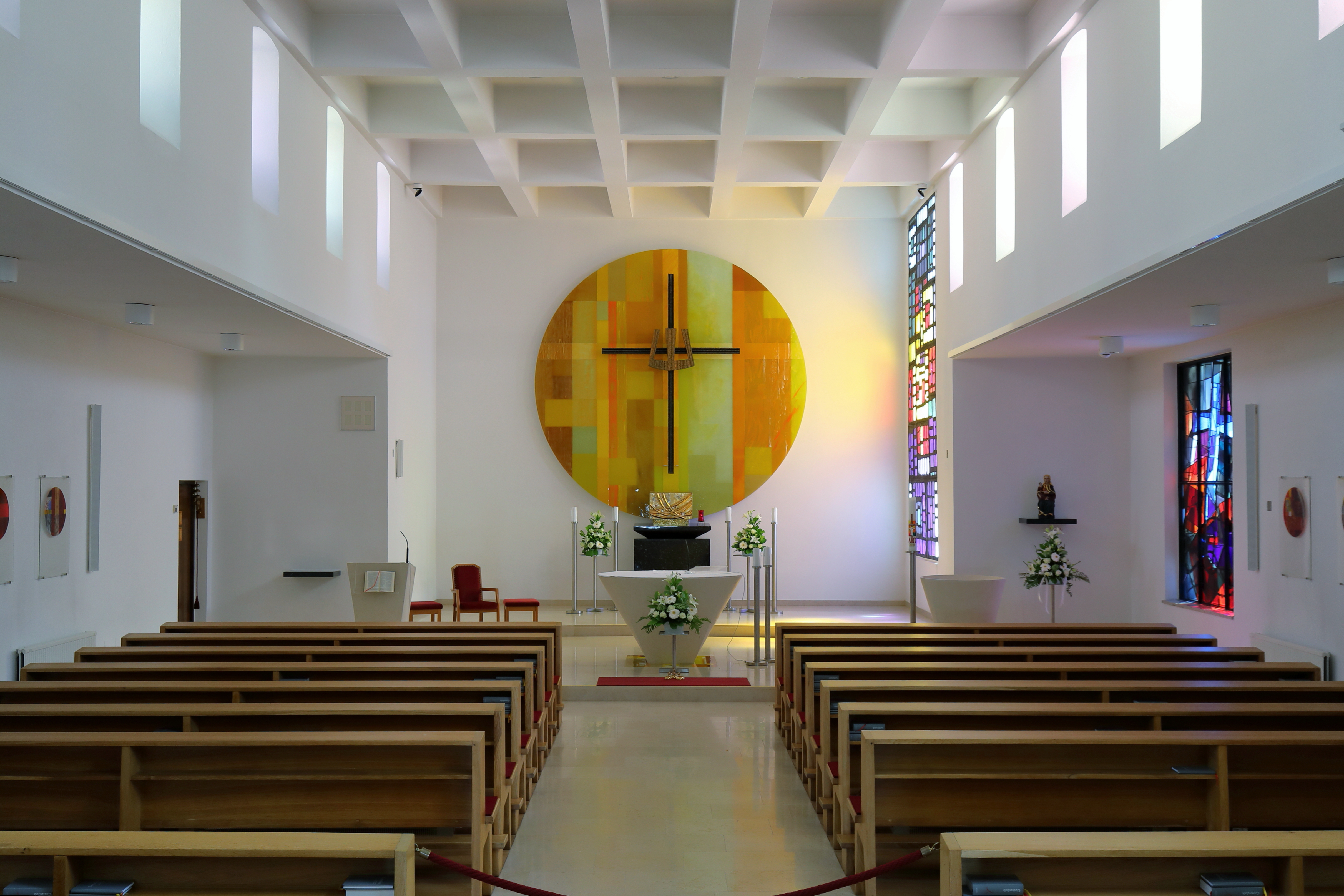
Der neu gestaltete Altarraum (2015)

Das Altarbild Kreuzerhöhung und Heilige Dreifaltigkeit aus 1834 ist von Josef Molitor. Der spätgotische Taufstein mit zehnseitigem Fuß und Becken ist aus rotem Marmor. Eine Glocke aus 1792 wurde von Johann Georg Koechel in Ödenburg gegossen. Die Orgel aus 1931 mit 6 Registern stammt von Josef Huber in Eisenstadt.
Neugestaltung des Altarraumes
Diesbezüglich wurde 2013 ein Wettbewerb ausgeschrieben, den der burgenländische Künstler Heinz Ebner (* 1963 in Güssing) gewann. 2015 wurde die Neugestaltung realisiert und am 4. Adventsonntag von Diözesanbischof Ägidius Zsifkovics geweiht. Altar, Taufbecken und Ambo sind aus beigen Donaukalkstein und wurden vom Steinmetzmeister Kurt Schwarz gefertigt. Die kreisrunde Scheibe an der Altarwand ist aus Fusingglas, teilweise bemalt und hat einen Durchmesser von rd. 4 m.